# Maladera subaana
Maladera subaana är en skalbaggsart som beskrevs av Moser 1922. Maladera subaana ingår i släktet Maladera och familjen Melolonthidae. Inga underarter finns listade i Catalogue of Life.